# Argyrophora arcualis
Argyrophora arcualis is een vlinder uit de familie spanners (Geometridae). De wetenschappelijke naam van deze soort is voor het eerst geldig gepubliceerd in 1841 door Duncan & Westwood.
De soort komt voor in tropisch Afrika.